# Domenico Giardini
Domenico Giardini (Bologna, 19 marzo 1958) è un geofisico italiano, ex presidente dell'istituto nazionale di geofisica e vulcanologia (INGV).

## Biografia
Ha studiato Fisica all'Università di Bologna, laureandosi nel 1981 e completando il dottorato nel 1987.
Dal 1982 al 1986 ha fatto parte del personale scientifico del Dipartimento di Scienze Geologiche dell'Università di Harvard, mentre dal 1987 al 1992 lavora all'Istituto Nazionale di Geofisica a Roma, all'epoca diretto da Enzo Boschi. Dal 1992 al 1997 è professore ordinario di sismologia presso l'Università degli Studi di Roma Tre.
Ad Harvard si è concentrato sullo studio dei terremoti profondi, e sull'interazione fra la subduzione della litosfera e la convezione del mantello terrestre. Ha anche studiato l'oscillazione naturale della Terra, la struttura del mantello terrestre, e l'anisotropia del nucleo interno della Terra.
A Roma ha guidato l'installazione di una rete sismografica digitale a banda larga nell'area del Mediterraneo.
In precedenza rappresentava l'Italia, ed in seguito la Svizzera, nelle commissioni sismologiche internazionali.
È professore di Sismologia e Geodinamica al Politecnico federale di Zurigo (ETHZ) dal 1º febbraio 1997. Nello stesso periodo diviene direttore del Servizio Sismico Svizzero (SED), facente parte dello stesso ETHZ.
Il 12 agosto 2011 è stato nominato presidente dell'Istituto Nazionale di Geofisica e Vulcanologia, succedendo a quasi 30 anni di gestione Boschi.
Il 21 dicembre 2011,  rassegna le dimissioni da presidente dell'Ingv per motivi personali. Nel giugno 2012 tornerà a far parte del Cda dell'Ingv
Fa parte del team scientifico della missione spaziale InSight per l'esplorazione di Marte.